# Poble Nou – Zona Esportiva
Poble Nou – Zona Esportiva és un barri de Terrassa que ocupa la part central del districte 5 o del Nord-oest, conformat per la barriada del Poble Nou (o el Poblenou) a la banda occidental i la Zona Esportiva (actualment anomenada l'Àrea Olímpica) a la part central i oriental, llocs que li donen nom. Té una superfície de 0,88 km² i una població de 12.540 habitants el 2021.

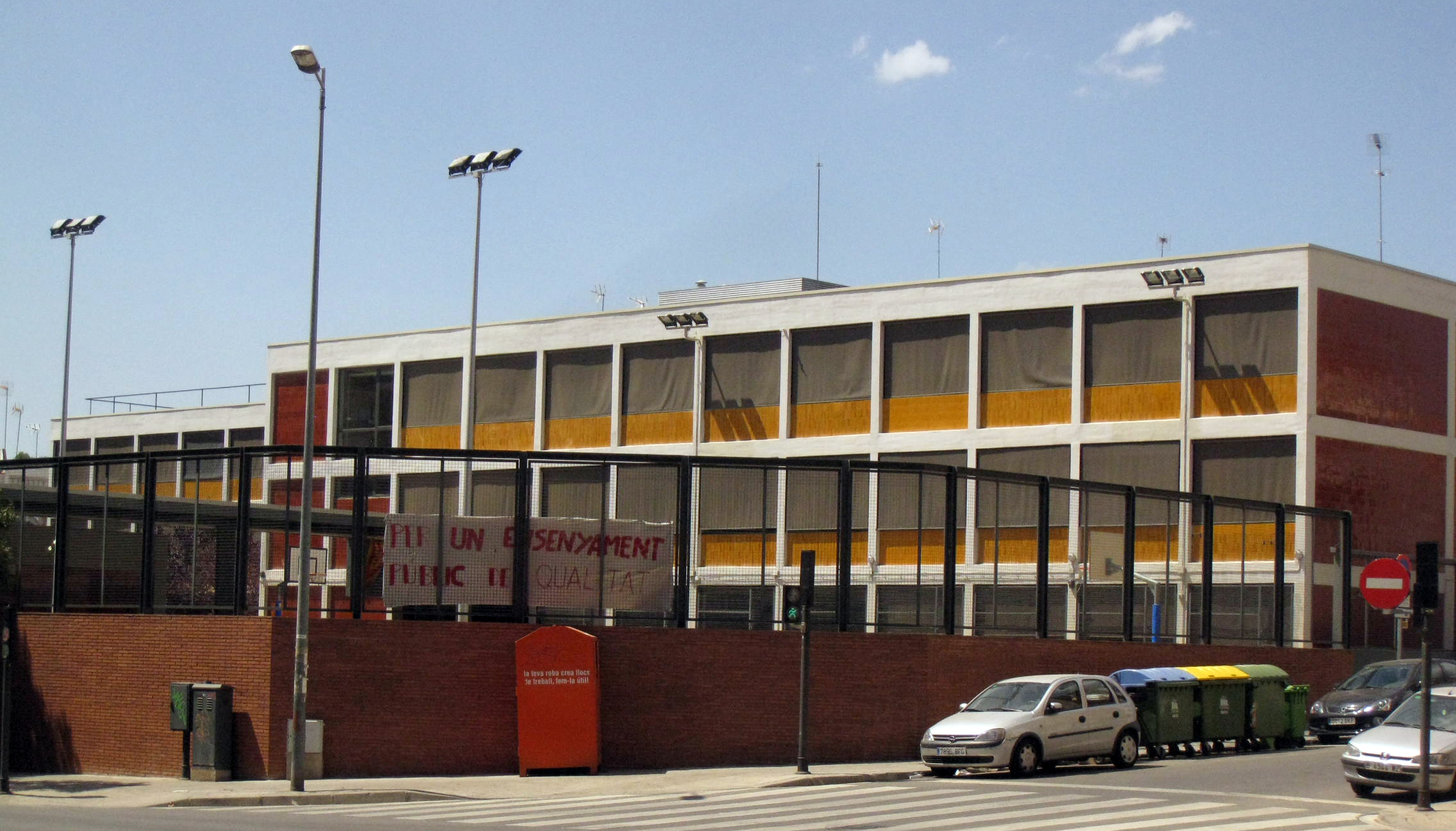
L'escola Abat Marcet, a la confluència de l'avinguda de l'Abat Marcet amb el carrer del Marquès de Comillas, al límit sud de la Zona Esportiva

Està limitat al nord per l'avinguda de Béjar, al sud per l'avinguda de l'Abat Marcet i a l'est per la carretera de Matadepera (BV-1221). A l'oest, entorn de la carretera de Rellinars (B-122) i els plans de Ca n'Amat, els límits són imprecisos.
El sector occidental del barri (fins al carrer de les Campiones Olímpiques i el del Sometent Castellà) pertany a la parròquia de la Santa Creu, mentre que l'oriental depèn de la Mare de Déu del Carme, parròquies totes dues del barri de Sant Pere. La festa major és la primera setmana de juny.
En aquest extens barri ha l'Àrea Olímpica Municipal, la principal infraestructura de caràcter esportiu de la ciutat, a la part de dalt de l'avinguda de l'Abat Marcet. Al carrer dels Jocs Olímpics es troba la biblioteca Enric Galí del districte 5.

## Història
La barriada del Poble Nou, anomenada així per la colònia de nouvinguts que van instal·lar-s'hi durant els anys posteriors a la guerra civil en cases d'autoconstrucció, va néixer en terrenys pertanyents al mas de Can Colomer, encara existent, situat fora dels límits del barri, proper a la carretera de Rellinars, que n'és un dels eixos juntament amb la riera del Palau, que neix aquí de la confluència entre la riera de Can Bogunyà i el torrent de Can Candi. Les terres del barri estan travessades per un bon nombre de torrents a més dels esmentats, com ara el de torrent de Ca n'Amat, el Mitger, el d'en Pere Parres, el d'en Sala i el de Sant Lleïr. La zona entorn de l'Àrea Olímpica és posterior, ja que el complex esportiu no fou inaugurat fins al començament de la dècada del 1960.

## Llocs d'interès

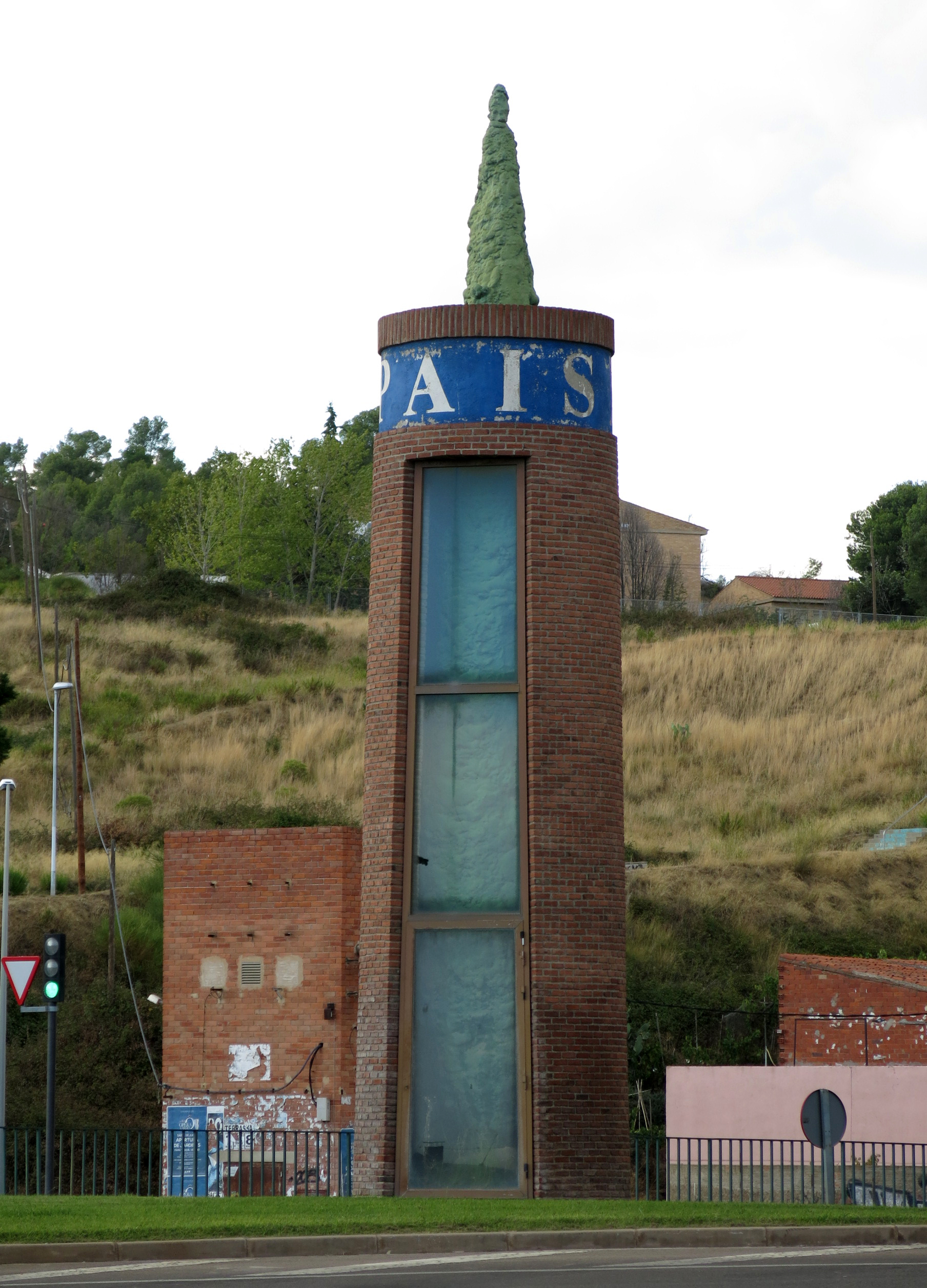
Tenir mala peça al teler, de Francesc Abad

- L'Àrea Olímpica, que és com fou batejada la Zona Esportiva quan Terrassa fou triada subseu dels Jocs Olímpics de Barcelona (1992). A l'Estadi Olímpic, remodelat el 1989, hi van tenir lloc les proves d'hoquei sobre herba i actualment hi continua disputant els seus partits el Terrassa Futbol Club, que hi juga des de la seva inauguració el 21 d'agost del 1960. Al costat de l'estadi hi ha l'escultura Hoquei de Rosa Serra, donada a la ciutat pel Comitè Olímpic Internacional el 1993, que representa un jugador d'hoquei amb l'estic a la mà. L'Àrea Olímpica comprèn un altre estadi, piscines, pistes poliesportives i gimnasos que en conjunt ocupen més de 14 hectàrees.
- Les escultures Tall i Tenir mala peça al teler, als extrems est i oest de l'avinguda de l'Abat Marcet respectivament. La primera, de Josep Lluscà, es va instal·lar el 1992 per commemorar el 150è aniversari de la Mina Pública d'Aigües de Terrassa i es troba a la confluència amb la carretera de Matadepera, l'avinguda de Jaume I i la rambla de Francesc Macià. La segona, instal·lada el mateix any i situada a la confluència amb l'avinguda de Josep Tarradellas, és una escultura de Francesc Abad i representa una xemeneia, símbol del passat industrial de la ciutat, amb un xiprer sintètic a dins, símbol de l'entorn natural. Aquestes dues escultures són fruit del programa Càtex-Entorn impulsat pels Amics de les Arts, que volia situar mostres d'escultura contemporània en quatre punts clau de la ciutat.
- El xalet Mon Repòs, als afores del Poble Nou, vora la carretera de Rellinars (km 1,7). Casa d'inspiració clàssica, amb una torratxa i un atri de columnes toscanes, on durant els anys de la Primera Guerra Mundial hi va residir el pintor d'origen uruguaià Joaquim Torres-Garcia, que hi va deixar la seva empremta pictòrica en diversos frescos, quatre dels quals es conserven a la nova seu social que la Caixa de Terrassa té a la rambla d'Ègara.